# Zsuzsanna Lorántffy
Zsuzsanna Lorántffy (Ónod, Hongria, 1602 - Sárospatak, Hongria, 1660) va ser una princesa consort de Transsilvània per matrimoni amb György Rákóczi I, príncep de Transsilvània, un apassionat calvinista; va ajudar el seu marit en la seva lluita reeixida per introduir reformes protestants a l'Església transsilvana.
Sota la seva influència, Jan Amós Comenius, un prominent professor calvinista, es va instal·lar a Sárospatak.
El seu fill gran, George II Rákóczi, es va convertir en el príncep de Transsilvània. El seu fill més jove, Sigismund Rákóczi (1622-1652), va estar casat amb Henriette Marie del Palatinado, filla d'Isabel de Bohèmia.
Va fundar o va patrocinar diverses entitats educatives, entre les quals destaca notablement la Universitat Reformada de Sárospatak.
Les seves creences religioses protestants la van obligar a evitar la vida mimada d'una aristòcrata i, en canvi, expressar la seva religió amb l'acció, especialment amb el desenvolupament de l'educació de les nenes. Mentre vivia a Nagyvárad, va assegurar que a les nenes se'ls havia d'ensenyar no sols les habilitats necessàries per dirigir una llar i formar una família, sinó també a llegir, escriure i fer aritmètica. En aquell moment l'habitual era posar en primer lloc els ensenyaments bíblics.
Va patrocinar el Várad Bíblia, una traducció completament nova dels textos.